# 豐榮市
豐榮市（日语：〔〕／ Toyosaka shi */?）是位於新潟縣的一個已不存在的市。1970年（昭和45年）11月 1日，豐榮市成立，是新潟縣內第21個市場，當時有人口32,715人，是縣內人口數量第20位的城市。2005年3月21日，豐榮市被編入新潟市。